# Galmac
Galmac ist eine Sorte des Kulturapfels (Malus domestica). Die Sorte Galmac ist eine sehr frühe Sorte, sie reift Ende Juli bis Anfang August.
Sie entstand 1986 als Kreuzung aus Jerseymac × Gala an der Forschungsanstalt Changins-Wädenswil und wird seit 1996 vermarktet.
Die Frucht besitzt eine grüne bis gelbe Grundfarbe mit einer kräftigen roten Deckfarbe. Das Fruchtfleisch ist weiß, knackig und fest. Der Apfel ist vom Geschmack süß-säuerlich und aromatisch.